# Les Russkoffs
Les Russkoffs est un roman autobiographique de François Cavanna paru en 1979 aux éditions Belfond et ayant reçu le Prix Interallié la même année. Le roman est la suite des Ritals ; les deux romans s'inspirent de sa vie.

## Résumé
Cavanna relate son expérience de la Seconde Guerre mondiale : la débâcle française, l'exode, les métiers qu'il a exercés avant d'être réquisitionné pour le service du travail obligatoire (STO). Envoyé à Berlin, il est d'abord affecté à la fabrication d'obus, où il rencontre Maria, une jeune Ukrainienne, son grand amour des années 1943-1945. Il va apprendre le russe avec elle et les autres « babas » comme il nomme affectueusement les Ost (est en allemand).
Par la suite, pour le punir de ne pas volontairement respecter la cadence de fabrication des obus, il est affecté à d'autres tâches, comme la fouille des décombres des immeubles bombardés pour chercher des personnes ensevelies (travail risqué en raison de la présence dans les ruines de bombes non explosées) ou des services sur réquisition et sous étroite surveillance.
L'armée rouge approchant, il est transféré, au cours de marches, dans la région de Stettin, puis il s'échappe avec Maria et se laisse rattraper par les soldats soviétiques. Il assiste avec horreur à des exécutions sommaires de civils allemands. Il perd le contact avec Maria et passe ensuite plusieurs semaines à la rechercher, en vain. Puis, il est transféré par les Soviétiques vers le camp de transit américain de Lübeck. Là il voit, sitôt franchie la ligne de démarcation entre les zones, une file de milliers de véhicules allemands portant la marque SS. Les bourreaux ont choisi qui les fera prisonniers.

## Éditions
- Les Russkoffs, Éditions Belfond, 1979  (ISBN 2245013115).